# Bombylius narynensis
Bombylius narynensis är en tvåvingeart som beskrevs av Zaitzev 1989. Bombylius narynensis ingår i släktet Bombylius och familjen svävflugor. Inga underarter finns listade i Catalogue of Life.